# Sicherheitsdienst

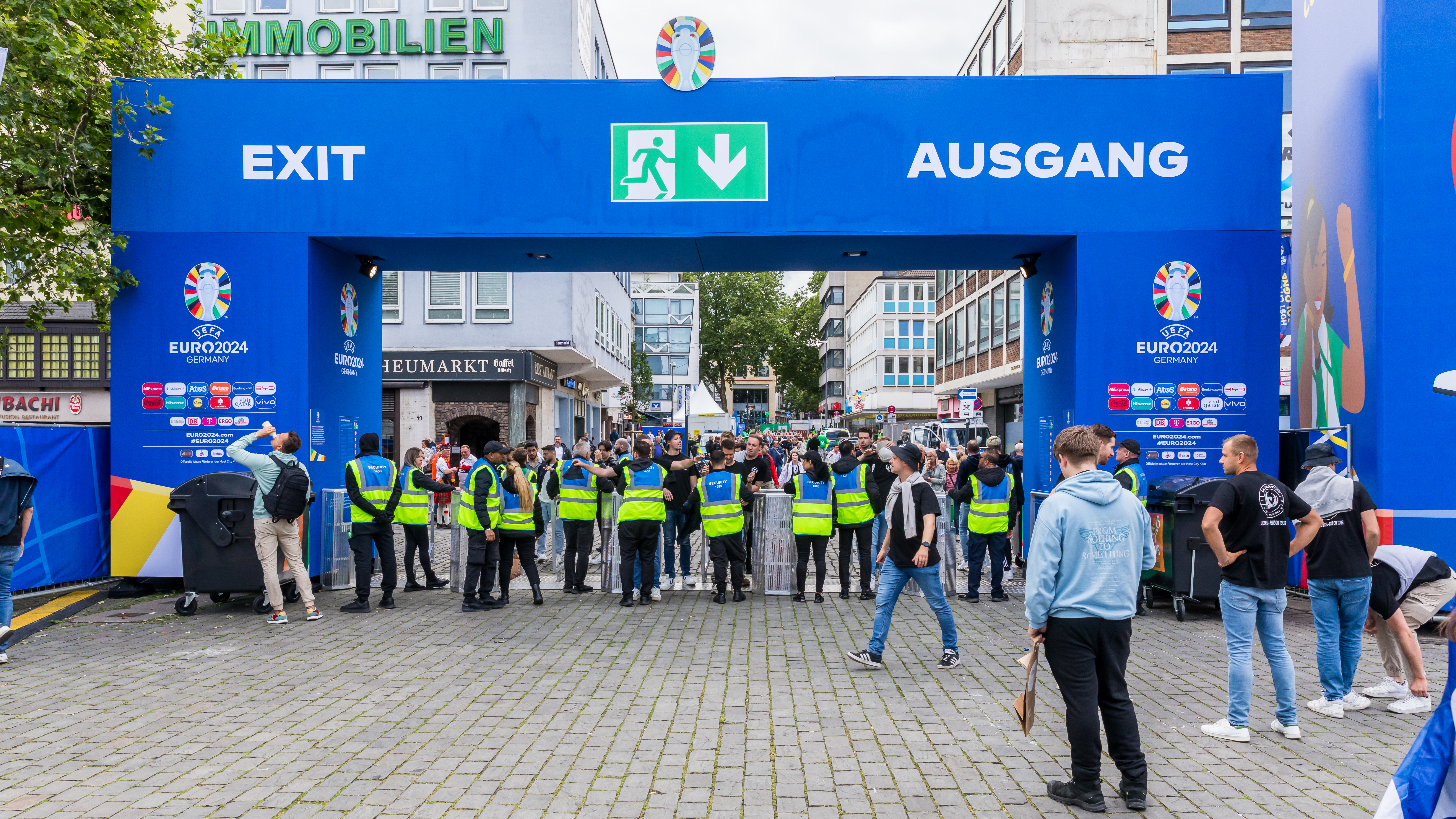
Einlasskontrolle durch einen Sicherheitsdienst in eine Fanzone während der Fußball-Europameisterschaft 2024 in Köln

Sicherheitsdienst (auch Wachdienst, im deutschen Sprachraum auch verbreitet ist der englische Begriff Security) ist ein Sammelbegriff für Dienstleistungen des Bewachungsgewerbes in den Bereichen Objektschutz, Schutz von Veranstaltungen und Personenschutz.
Modernes Facility-Management unterscheidet zwischen drei Kernbereichen: infrastrukturelles, technisches und kaufmännisches Gebäudemanagement. Im ersten Bereich sind die Dienstleistungen der Sicherheitswirtschaft neben den Reinigungsdiensten die bedeutendste Komponente.

## Dienstleistungsspektrum
Das Dienstleistungsspektrum dieses Wirtschaftszweiges und untergeordneter Berufsgruppen umfasst in der Regel die folgend aufgeführten Sicherheitsdienstleistungen.
ObjektschutzAbsicherung eines Objektes durch hierfür qualifiziertes Personal
Veranstaltungsservice und KonferenzschutzEinlasskontrollen, Ordnerdienste, Kassenkontrollen, Ausweiskontrollen, Crowd Management (nach § 43 Abs. 4 Muster-Versammlungsstätten Verordnung MVStättV)
BrandschutzBrandsicherheitswachen, Sprinklerproben, Feuerwehrparallelaufschaltungen
RevierdienstAufschließen und Verschließen von Liegenschaften sowie Streife durch mobile Streifendiensteinheiten
AlarmaufschaltungAufschaltung von Gefahrenmeldeanlagen und Videoüberwachungssystemen gemäß VdS-Richtlinien sowie Alarmverfolgung
PersonenschutzBeschützen von Personen in Gefahrensituationen
LadenüberwachungSchutz vor Diebstahl im Einzelhandel
FlughafendienstleistungenAußenhautbewachung und Objektschutz (auf Basis der BADV); Fluggastkontrolle (Personenkontrolle als Beliehene des Bundes nach § 5 LuftSiG und Ticketkontrolle); Gepäck- und Personalkontrolle (Flugbesatzungen und Bodenpersonal) gemäß § 8 und § 9 LuftSiG

### Parkraumüberwachung
Überwachen von Parkplätzen bezüglich Falschparker und Überschreiten von Parkzeiten, Parkplatzeinweisung bei Veranstaltungen, Kontrolle von Privatgrundstücken in Wohngebieten und Industrie

### Bauzaunverleih
Verleih von Bauzäunen, Gittern und Absperrungen für Events, Baustellen und zur Absicherung von privaten u. gewerblichen Grundstücken

### Dienstleistungen nach DIN 77200-1
Der Standard für Qualität im Sicherheitsgewerbe werden nach DIN 77200-1:2017-11 (Sicherungsdienstleistungen – Teil 1: Allgemeine Anforderungen an Sicherheitsdienstleister) folgende Dienstleistungen:
- stationäre Dienstleistungen (bei einem Unternehmen vor Ort)
  - Alarmdienst (Betreuung technischer Systeme und Nachverfolgung von Alarmen und Meldungen)
  - Empfangsdienst (repräsentative Betreuung von Mitarbeitern und externen Personen)
  - Kontrolldienst (Durchführen von Kontrolltätigkeiten mittels technischer Systeme, z. B. Notmeldungen nachverfolgen)
- mobile Dienstleistungen
  - Revierdienst (regelmäßige Kontrolle räumlich getrennter Liegenschaften)
  - Interventionsdienst (Veranlassen vereinbarter Maßnahmen innerhalb einer definierten Frist)
  - Kontrolldienst (Durchführen von Kontrolltätigkeiten mittels technischer Systeme, z. B. Notmeldungen nachverfolgen)
- Veranstaltungsdienst

### Aufgaben

#### Sicherheitsdienstleistungen
Die grundlegenden Aufgaben eines einschlägigen Dienstvertrags für Sicherheitsdienstleistungen ist der Separatwachdienst, die Ein- und Auslasskontrolle als Objekt- und Werkschutz mit Pförtner-Tätigkeiten zur Kontrolle von Mitarbeitern, aber auch der vorbeugende Brandschutz bei Kontrollgängen, insbesondere die Überwachung von Gefahrenmeldeanlagen, eventuell stationär über eine Notruf- und Serviceleitstelle. Für besonders schützenswerte Personen steht der bewaffnete und unbewaffnete Personenschutz bereit. Im Transportwesen ergeben sich wesentliche Aufgabenstellungen bei Geld- und Werttransporten und in den Sicherheitskurierdiensten.

##### Der Markt für Sicherheitsdienstleistungen in Deutschland
2022 bestimmten die folgenden Anbieter maßgeblich den deutschen Markt für Sicherheitsdienstleistungen:
| Rang | Unternehmen                                                             | Umsatz mit Sicherheit in Deutschland in Mio. Euro | Sicherheitsmitarbeitende in Deutschland |
| ---- | ----------------------------------------------------------------------- | ------------------------------------------------- | --------------------------------------- |
| 1    | Securitas Holding                                                       | 1.035,0                                           | 20.000                                  |
| 2    | Kötter Unternehmensgruppe                                               | 479,0                                             | 10.450                                  |
| 3    | Kieler Wach- und Sicherheitsgesellschaft                                | 458,0                                             | 11.150                                  |
| 4    | Niedersächsische Wach- und Schliessgesellschaft Eggeling & Schorling 1) | 340,0                                             | 5.500                                   |
| 5    | Pond Security Service                                                   | 309,2                                             | 4.367                                   |
| 6    | Wisag Sicherheit & Service Holding                                      | 242,6                                             | 4.750                                   |
| 7    | Klüh Security                                                           | 169,0                                             | 3.451                                   |
| 8    | W.I.S. Sicherheit + Service                                             | 155,1                                             | 3.438                                   |
| 9    | Stölting Service Group                                                  | 139,7                                             | 3.790                                   |
| 10   | Piepenbrock Sicherheit                                                  | 127,0                                             | 3.612                                   |

1) Umsatz inkl. Sicherheitsdienstleistungen von VSU Vereinigte Sicherheitsunternehmen GmbH
Die Aufnahme in dieses Ranking unterliegt genau definierten Kriterien: Umsätze müssen mit Facility-Services-Umsätzen erzielt werden, die anteilig oder ausschließlich Sicherheitsdienstleistungen enthalten, und mehr als zwei Drittel der Umsätze müssen außerhalb des eigenen Unternehmensverbundes sowie in Eigenleistung erwirtschaftet werden.
Im 3. Quartal 2022 arbeiteten mehr als 270.000 sozialversicherungspflichtig Beschäftigte in der Sicherheitsbranche. Im selben Jahr betrug der Umsatz in Deutschland 11,1 Milliarden Euro.

#### Sonstige Dienstleistungen
Das Tätigkeitsbild des Sicherheitsdienstes hat in den letzten Jahren eine erhebliche Wandlung erfahren. Im Rahmen der verstärkten Auslagerung von betrieblichen Aufgaben werden zunehmend Tätigkeiten an den Sicherheitsdienst übertragen. Neben Kosteneinsparungen sind für einen Auftraggeber wichtige Argumente, dass die Sicherheitsmitarbeiter ohnehin schon im Objekt tätig sind und dass neben der Kenntnis von Abläufen auch die Schlüsselgewalt und damit der Zugriff auf viele Prozesse im Unternehmen vorhanden sind.

#### Zusatzdienstleistungen
Neben den eigentlichen Aufgaben der Sicherung und Bewachung kommen bei den „All-Service-Diensten“ weitere begleitende Aufgaben hinzu, wie Reinigungs-, Winter- und Streudienste. Aus den vormals beamteten Pförtnern entwickelten sich die Logistikdienstleistungen wie Warenannahme oder innerbetriebliche Transporte (auch mit Gabelstaplern), Kurier- und Botendienste und Post- und Telefonservice. Dem Pförtner mit der Kontrolle am Objekteingang wurden so ergänzende Arbeiten, die ebenfalls über den Eingang des Objektes verliefen, beigeordnet. Primär bleibt dabei der Toraufschlussdienst (Öffnen eines Werkstores zu einer bestimmten Zeit, etwa bei Arbeitsbeginn) erhalten. Andererseits entwickelte sich der Hausmeisterdienst in Richtung der Bewachung und Kontrolle im Objekt, also zu den Pförtneraufgaben hin.
Da sich der Objektsicherheits- und Bewachungsdienst mit den Bedingungen vor Ort auskennt und möglicherweise nicht Vollzeit ausgelastet ist, kamen Tätigkeiten nach Arbeitssicherheitsgesetz (Fachkraft für Arbeitssicherheit), die Planung, Handel, Montage, Wartung und Reparatur von Alarm- und sonstiger Sicherungstechnik hinzu. Das geht bis zur Wartung und Instandsetzung von technischen Systemen oder die Überprüfung und Instandsetzung von Handfeuerlöschgeräten.
Wegen der Anschläge auf Bahnanlagen und Bahnsicherheitseinrichtungen, als Terroranschlag, wegen Kabeldiebstahl auf Grund hoher Buntmetallpreise oder dem Mitarbeiterabbau von beamteten Bahnangehörigen, geht die Überwachung und Kontrolle im öffentlichen Personennahverkehr oft an Sicherheitsunternehmen weiter.

### Objekte und Einrichtungen
Haben Objekte einen erhöhten Schutz- oder Befriedungsbedarf so sind in denen Sicherheitsdienste tätig. Kasernen und Munitionsdepots, Energieanlagen (besonders Kernkraftwerke) und Lager für wertvolle Güter oder Gefahrgut sind zu nennen. Auf Grund der Erfahrungen aus Terroranschlägen kommen Bahnhöfe (DB Sicherheit GmbH), öffentliche Verkehrsmittel (U-Bahn-Wache), Häfen und Flughäfen (Sicherheitskontrolle) stärker ins Gesichtsfeld als Bewachungsobjekte. Neben besonders gefährdeten Privatgebäuden, gehören Botschaftsgebäude, öffentliche Einrichtungen und Museen mit zu den besonders schützenswerten Objekten. Bei großen Menschenmengen wie in Diskotheken und Clubs oder bei Sportveranstaltungen in Stadien sind die Bewachung von Teilobjekten oder die Absicherung der Ordnung wichtig.
Die Angehörigen des Sicherheitsdienstes üben in solchen Objekten im Allgemeinen die Schlüsselgewalt und das Hausrecht als „Besitzdiener“ aus.

## Zulassungsvoraussetzungen und Grundlagen in Deutschland

### Rechtliche Grundlagen
Rechtliche Grundlage sind in Deutschland hauptsächlich § 34a Gewerbeordnung (GewO), die Bewachungsverordnung (BewachV) und die Unfallverhütungsvorschrift DGUV Vorschrift 23 sowie bei waffentragenden Sicherheitsmitarbeitern die einschlägigen Bestimmungen des Waffengesetzes. Mitarbeitern von privaten Sicherheitsdiensten haben grundsätzlich nur die Jedermann zustehenden Rechte wie das zur vorläufigen Festnahme (Jedermanns-Festnahme nach § 127 Abs. 1 StPO), zur Notwehr (§ 32 StGB) und zur Nothilfe, im Notstand und – bei Übertragung durch den Rechteinhaber – das Selbsthilferecht des Besitzdieners (§ 860 BGB) und das Hausrecht. Ausnahmen ergeben sich durch die Beleihung mit hoheitlichen Rechten, in Deutschland gilt das hauptsächlich für die Bereiche Luftsicherheit, Bewachung von Kernkraftwerken und Einrichtungen der Bundeswehr.
Voraussetzung für das gewerbsmäßige Bewachen von Leben oder Eigentum anderer Personen (Bewachungsgewerbe) ist die behördliche Erlaubnis. Versagt wird sie bei tatsächlich begründetem Verdacht der Unzuverlässigkeit eines Gewerbetreibenden oder eines Betriebs- oder Zweigstellenleiters, bei ungeordneten Vermögensverhältnissen und ohne Nachweis von Sachkundeprüfung und Haftpflichtversicherung; spätestens aller fünf Jahre wird die Zuverlässigkeit erneut geprüft. Voraussetzung für die Beschäftigung einer Person mit der Durchführung von Bewachungsaufgaben, also einer Wachperson ist deren Zuverlässigkeit und der Nachweis ihrer gelungenen Unterrichtung in den rechtlichen und fachlichen Grundlagen. Die Zuverlässigkeit bezieht sich dabei nicht nur auf den beruflichen Bereich, sondern umfasst das Verhalten im privaten Bereich. Auch durch ein Fehlverhalten im Privatbereich kann die Zuverlässigkeit für die Durchführung von Bewachungsaufgaben entzogen werden.
Bei bestimmten Tätigkeiten, z. B. im öffentlichen Verkehrsraum, als sogenannter Kaufhausdetektiv oder als Türsteher von gastgewerblichen Diskotheken ist außerdem die Sachkundeprüfung nach § 34a Abs. 1a S.2 GewO nötig. Jede Wachperson und jeder Betriebsleiter ist vor Tätigkeit mit ihren Daten über das amtliche Bewacherregister anzumelden. Die daraufhin vergebene Bewacherregisteridentifikationsnummer ist in den Ausweis aufzunehmen, die jede Wachperson erhalten muss und den sie bei jedem Wachdienst mitzuführen hat.
Weitere Qualifikationsmöglichkeiten bzw. Ausbildungsberufe sind: Geprüfte Schutz- und Sicherheitskraft (IHK), Servicekraft für Schutz und Sicherheit, Fachkraft für Schutz und Sicherheit und Meister für Schutz und Sicherheit. Das Monopol für die Unterrichtung gemäß § 34 GewO sowie alle Prüfungen haben die Industrie- und Handelskammern, private Bildungsträger können nur die Prüfungsvorbereitungen übernehmen.

### Dienstkleidung und Uniform
Bestimmt der Sicherheitsdienst für seine Sicherheitsmitarbeiter eine Dienstkleidung, so hat er gemäß § 19 BewachV dafür zu sorgen, dass sie nicht mit Uniformen der Angehörigen von Streitkräften oder behördlichen Vollzugsorganen verwechselt werden kann und dass keine Abzeichen verwendet werden, die Amtsabzeichen zum Verwechseln ähnlich sind. Sicherheitsmitarbeiter, die umfriedetes Besitztum in Ausübung ihres Dienstes betreten sollen, müssen eine entsprechende Dienstkleidung tragen. Durch die fortschreitende Änderung der deutschen Polizeiuniformen sehen diese vielen Dienstbekleidungen der privaten Wachdienste sehr ähnlich. Der Gesetzgeber kann den Sicherheitsdiensten die Verwendung ihrer vorhandenen Dienstkleidung nicht im Nachhinein untersagen.

### Versicherung

#### Erlaubnisvoraussetzung
Betreiber eines Bewachungsgewerbes haben nach § 14  Bewachungsverordnung den Abschluss eines Haftpflichtversicherungsvertrages mit einem im Inland zugelassenen Versicherungsunternehmen mit folgenden Mindestversicherungssummen nachzuweisen:
|                           |                                     |
| Versicherungssumme in EUR | für                                 |
| 1.000.000                 | Personenschäden                     |
| 012.500                   | reine Vermögensschäden              |
| 0015.000                  | das Abhandenkommen bewachter Sachen |
| 00250.000                 | Sachschäden                         |

Auf eine vertragliche Absicherung der beiden letztgenannten Gefahren kann die Behörde verzichten, wenn nachgewiesen ist, nur für Auftraggeber tätig zu sein, die mit dieser eingeschränkten Versicherungspflicht einverstanden sind. Die Leistungen des Versicherers für alle innerhalb eines Versicherungsjahres verursachten Schäden dürfen vertraglich auf das Doppelte der genannten jeweiligen Mindestversicherungssummen beschränkt sein.
Spätestens mit der ab 1. Juni 2019 geltenden Fassung der Verordnung unterliegt die Bewachung von Landfahrzeugen der Pflichtversicherung. Der Deckungsausschluss in marktüblichen Versicherungen vieler Anbieter ist also nicht zulässig und kann zu Maßnahmen der Aufsichtsbehörde gegen so versicherte Gewerbetreibende führen.
Ist das Vermögen eines Betreibers eines Bewachungsgewerbes von einem (auch vorläufigen) Insolvenzverfahren betroffen oder versteckt sich der Gewerbetreibende, kann man seinen Anspruch auf Schadensersatz gegen ihn also auch direkt gegen den Versicherer geltend machen.

#### Problematik
Es gibt zwei grundsätzliche Tendenzen, die den gesetzlichen Mindeststandard des Versicherungsschutzes als unzureichend ausweisen. Zum einen ist die Wertekonzentration in vielen zu bewachenden Objekten wie Industrieanlagen, Rechenzentren oder Speditionslägern deutlich gestiegen, so dass die Mindestsummen häufig nicht einmal ansatzweise genügen, um einen Schaden zu ersetzen. Zum anderen hat sich das Tätigkeitsspektrum deutlich vom Sicherheitsdienst weg hin zum umfassenden Dienstleister entwickelt. Der Versicherungsschutz vieler Bewachungsunternehmen hat diesem Wandel nicht Rechnung getragen. Die Betriebsbeschreibung „Bewachungsunternehmen“ ist regelmäßig unzureichend, um die Vielzahl von Aufgaben abzudecken und den dafür notwendigen Versicherungsschutz sicherzustellen.
In der Bewachungsverordnung wird kein Versicherungsschutz für indirekte Folgen von Schlüsselverlusten gefordert. Dennoch kann durch den Verlust eines einzigen Generalhauptschlüssels einer Schließanlage ein Schaden im sechsstelligen Bereich eintreten. Die Versicherungssummen für dieses Risiko sind häufig zu niedrig, so dass ein nicht versicherter Schlüsselverlust schon zur Insolvenz des Bewachungsunternehmens führen kann. Im Ergebnis muss der Auftraggeber bei dieser Konstellation den eingetretenen Schaden selbst tragen, sofern mangels Masse kein Insolvenzverfahren durchführbar ist.
Anders als andere Arbeitgeber haftet der Sicherheitsdienst auch für strafbare Handlungen, die ein Sicherheitsmitarbeiter bei einem Auftraggeber in Erfüllung der Dienstleistung begeht. Hierzu zählen Diebstähle aller Art und Brandstiftung, aber auch Telefon- und Internetmissbrauch. In der Mehrzahl der Versicherungsverträge von Sicherheitsdiensten in Deutschland ist dieses Risiko nicht versichert.
Andererseits stünde es jedem Auftraggeber frei, Partner mit einem auf seine Bedürfnisse zugeschnittenen höheren Versicherungsschutz zu suchen oder es individuell vertraglich zu regeln. Staatlich pauschal geforderte höhere Deckungssummen könnten den Marktzugang für Gründer über daraus folgende höhere Versicherungsprämien erheblich erschweren. Durch solche Hürden drohte eine verfassungsrechtlich bedenkliche Beschränkung der Gewerbefreiheit und weitergereichte Preiserhöhungen könnten Sicherheitsdienste für Nachfrager ohne Interesse an Rundumabsicherung empfindlich verteuern.

#### Mindeststandard Versicherungsschutz des BDSW
Der Bundesverband der Sicherheitswirtschaft (BDSW), in dem mehr als 80 % des Branchenumsatzes organisiert ist, beschäftigte sich seit Ende 2006 mit der Frage des notwendigen und zeitgemäßen Versicherungsschutzes für Sicherheitsdienstleister. Aus den Überlegungen zur Etablierung der Mitgliedschaft im BDSW als „Qualitätssiegel“ wurde der „Mindeststandard Versicherungsschutz“ entwickelt. In Folge der Flüchtlingskrise 2015 veröffentlichte der BDSW seine Empfehlungen für die Auswahl geeigneter Dienstleister für die Dienstleistungen rund um die Betreuung und Unterbringung von Flüchtlingen. In diesem Zusammenhang wurde auch der „Mindeststandard Versicherungsschutz“ als Empfehlung in den Markt gebracht. Er umfasst im Wesentlichen Versicherungssummen, die deutlich über dem gesetzlich geforderten Mindeststandard gemäß § 14 BewachV liegen, eine Beschreibung der mindestens versicherten Tätigkeiten und der positiv formulierte Versicherungsschutz für strafbare Handlungen der Sicherheitsmitarbeiter. Die Versicherungssummen betragen:
| Versicherungssumme in EUR | Umfang                                                                                      |
| ------------------------- | ------------------------------------------------------------------------------------------- |
| 2.500.000                 | Personen- und Sachschäden pauschal, inklusive Beschädigung und Vernichtung bewachter Sachen |
| 0250.000                  | Vermögensschäden, insbesondere gemäß Bundesdatenschutzgesetz                                |
| 0250.000                  | Abhandenkommen bewachter Sachen                                                             |
| 0250.000                  | Abhandenkommen von Schlüsseln und Codekarten                                                |
| 0250.000                  | Bearbeitungs- beziehungsweise Tätigkeitsschäden                                             |
| 2.500.000                 | Umwelthaftpflichtschäden inklusive Umwelthaftpflicht-Regress                                |

Die Vorgabe des Mindeststandards zu dem Versicherungsschutz für strafbare Handlungen lautet „Mitversichert gilt die gesetzliche Haftpflicht des Versicherungsnehmers bei Schäden durch Sicherheitsmitarbeiter im ursächlichen Zusammenhang mit strafbaren Handlungen bei Abhandenkommen, Beschädigung oder Vernichtung bewachter Sachen.“ Hieraus ergibt sich die Anwendung der vorgegebenen Versicherungssummen:
- 2.500.000 € für Brandstiftung
- 0250.000 € für Diebstähle durch Sicherheitsmitarbeiter
- 0250.000 € für Telefon- und Internetmissbrauch

#### Versicherungsschutz nach DIN 77200-1
Im Oktober 2017 wurde die überarbeitete Fassung der alten DIN 77200 veröffentlicht. Darin werden zum ersten Mal in einem gesetzesähnlichen Papier Vorgaben zum erforderlichen Versicherungsschutz gemacht, die sich stark an dem Mindeststandard Versicherungsschutz des BDSW anlehnen und die Vorgaben gemäß § 14 BewachV deutlich erhöhen. Die Vorgaben zum Versicherungsschutz sind in Ziffer 4.3 wie folgt geregelt:
| Versicherungssumme in EUR | Umfang |
| ------------------------- | --- |
| 2.500.000                 | Personen- und Sachschäden pauschal |
| 0250.000                  | Vermögensschäden, insbesondere gemäß Bundesdatenschutzgesetz |
| 0250.000                  | Abhandenkommen bewachter Sachen, hier speziell auch der Nachweis der Versicherung von unerlaubten Handlungen seitens der Erfüllungsgehilfen des Auftragnehmers (Sicherheitsdienstleisters) |
| 0250.000                  | Abhandenkommen von Schlüsseln und Codekarten |
| 0250.000                  | Bearbeitungs- beziehungsweise Tätigkeitsschäden |
| 2.500.000                 | Umwelthaftpflichtschäden |

Die o. g. Summen werden so angegeben, wie sie gemeint und praktikabel sind. Tatsächlich sind die Vorgaben der DIN 77200-1 versicherungstechnisch teilweise so nicht erfüllbar, da sie handwerkliche Fehler enthalten.
Mangelhaft ist die Nichterwähnung der Position „Beschädigung und Vernichtung bewachter Sachen“. Legt der Mindeststandard des BDSW hierfür als Versicherungssumme dieselbe Summe wie für Sachschäden fest, so macht die DIN 77200-1 hierzu keine Vorgaben. Dies führt dazu, dass die Vorgaben der DIN 77200-1 auch dann erfüllt werden, wenn Sachschäden mit 2.500.000 € versichert werden, gleichzeitig aber Beschädigung und Vernichtung bewachter Sachen nur mit einem Sublimit von 250.000 € gemäß § 14 BewachV versichert sind. Dies ist leider eine gängige Praxis vieler Versicherer, um das versicherte Risiko unauffällig zu minimieren. Das Ergebnis ist, dass zwar die gesetzlichen Vorgaben der BewachV erfüllt werden, gleichzeitig aber der Sicherheitsdienst und auch der Auftraggeber in eine falsche Sicherheit gewiegt werden, weil beide von einer Summe von 2.500.000 € statt 250.000 € ausgehen.
Ein weiterer wesentlicher Mangel ist, dass zwar Versicherungsschutz für strafbare Handlungen von Sicherheitsmitarbeitern bestehen muss. Allerdings wird diese Vorgabe aus unverständlichen Gründen nur auf Diebstähle bezogen. Hier weicht die DIN 77200-1 von dem Mindeststandard des BDSW nach unten ab. Sowohl Schäden durch Telefon- und Internetmissbrauch als auch insbesondere Schäden durch Brandstiftung werden nicht mit der Vorgabe zum Versicherungsschutz versehen. Das Ergebnis ist, dass ein Sicherheitsdienstleister für eine Brandstiftung unbegrenzt haftet, aber Versicherungsschutz bei vielen am deutschen Versicherungsmarkt anzutreffenden Versicherungsverträgen nur bis zu den nicht einschränkbaren Versicherungssummen für Sachschäden von 250.000 € bzw. 12.500 € für Vermögensschäden gemäß § 14 BewachV besteht.
Ebenso erschließt es sich nicht, weshalb die DIN 77200-1 auf eine Vorgabe für den Umwelthaftpficht-Regress verzichtet. Auch diese Ergänzung sollte in einer späteren Version analog zum Mindeststandard des BDSW erfolgen.
Ergänzung sollte in einer späteren Version analog zum Mindeststandard des BDSW erfolgen.

## Rechtliche Grundlagen in Österreich
Eine Gewerbeberechtigung für das Bewachungsgewerbe ist nötig für die Bewachung von Betrieben, Grundstücken einschließlich Gebäuden, Anlagen und Baustellen, und von beweglichen Sachen sowie für den Betrieb von Notrufzentralen. Zu derartigen Tätigkeiten zählen insbesondere die Sicherung und Regelung des Personen- und Fahrzeugverkehrs in Betrieben, in Gebäuden, auf Grundstücken und auf Verkehrswegen aller Art, die Fahrzeug- und Transportbegleitung bei Beförderung gefährlicher Güter, die Vornahme von Sicherheitskontrollen im Personen- und Fahrzeugverkehr einschließlich mitgeführter oder aufgegebener Gepäck- oder Poststücke, die Sicherung und Regelung des Personen- und Fahrzeugverkehrs auf Baustellen, die Durchführung von Transporten von Geld und Wertgegenständen mit Fahrzeugen des Straßenverkehrs, soweit es für diese Tätigkeit nicht einer Gewerbeberechtigung gemäß dem Güterbeförderungsgesetz bedarf, Portierdienste, Ordner- und Kontrolldienste bei Veranstaltungen und Betriebsfeuerwehrdienste und Betriebslöschtruppdienste. Uniformen müssen vom Minister für Wirtschaft und Arbeit genehmigt werden und nicht mit Uniformen staatlicher Stellen wie etwa des Zolls verwechselt werden können.
Nach österreichischem Begriffsverständnis gehört der Personenschutz nicht zum Bewachungsgewerbe, sondern zum – ebenfalls reglementierten – Gewerbe der Berufsdetektive.
Anders als in Deutschland gibt es in Österreich keine Pflichtversicherung und dementsprechend auch keine Mindestversicherungssummen.